# Grad Bogenšperk
Grad Bogenšperk (nem. Wagensberg, 412 mnm) leži v občini Šmartno pri Litiji, na grebenu Strmca nad Dvorom. Renesančni grad je lepo obnovljen in zaradi svoje zgodovine med najpomembnejšimi kulturnozgodovinskimi spomeniki Slovenije. Je kulturni spomenik državnega pomena in prostor mnogih kulturnih dogodkov.

## Arhitektura
Grad ima kvadratno tlorisno zasnovo in je večinoma dvonadstropna stavba s štirimi trakti, ki jih povezujejo obrambni stolpi na treh vogalih in obdajajo notranje dvorišče.
Stavba s svojo masivnostjo učinkuje srednjeveško. Na levi je močan okrogel stolp z obrambnim konzolnim vencem pod napuščem. Tu na desno se stavba za nadstropje dvigne. Fasado poživlja kamnit, renesančno oblikovan portal z lesenim balkonom. Levo je v nadstropju na konzolah pomol. Morda ostanek nekdanje grajske kapele. Severovzhodni stolp je vkomponiran v stanovanjski trakt in sega na dvorišče, kjer ima v nadstropju slikovit pomol. Jugovzhodni stolp je bil nekoč višji in je vanj, tako Valvazor, pogosto udarila strela.
Dvorišče deluje povsem srednjeveško. Čuti se, da grad ni nastajal naenkrat, ampak se je razvijal postopoma. Najprej je bil enostavna stolpasta stavba, današnji severovzhodni vogalni stolp, ki ima značilen poznogotski portal s posnetimi robovi. Mlajše so arkade.
Zanimiv je vodnjak, vsekan v živo skalo, ki ga je Valvazor poglobil od prvotnih osem sežnjev. Valvazor je dogradil tudi kleti.
V notranjosti so ohranjeni leseni stropi.

## Zgodovina
Prva omemba Bogenšperka je iz leta 1533, ko se omenja grajski oskrbnik Jurij Benčič - Jorg Wentschitsch phleger zu Wagensperg. Naslednja je iz leta 1544, ko se omenja Hans Wagen zu Wagensperg.
Najstarejši del gradu je severovzhodni stolp, ki je prvotno stal samostojno in služil tudi kot bivalni prostor. Preko lesenega mostu je bil kasneje povezan z jugovzhodnim stolpom, ki je služil kot obrambni stolp in je bil mnogo višji od ostalega gradu (leta 1759 je strela na njem zanetila požar, ki je objekt močno poškodoval, tako da ni bil več obnovljen v prvotni višini). Grad je pozidan na skali, ena od zanimivosti pa je tudi globok vodnjak, izklesan v živo skalo.

### Wagni
Grad je po vsej verjetnosti v sedanji obliki začela graditi plemiška rodbina Wagen po znamenitem potresu leta 1511. V tem potresu je bil namreč močno poškodovan bližnji grad Lihtenberk, tedaj v lasti Boltežarja Wagna.

### Janez Vajkard Valvasor
Po letu 1630, ko je umrl Jurij, zadnji član družine Wagen, je grad zamenjal več lastnikov in ga je leta 1672 kupil Janez Vajkard Valvasor.
Valvasor je grad temeljito obnovil in ga opremil. V njem je imel poleg bivalnih prostorov tudi  grafično delavnico, knjižnico in zbirko kuriozitet. Zaradi ogromnih stroškov pri izdaji knjige Slava vojvodine Kranjske, natisnjene v nemškem jeziku, se je močno zadolžil, prisiljen je bil leta 1692 prodati dragoceno knjižnico in grad s posestvi vred ter se z družino preseliti v Krško. Za njim se je na gradu znova zamenjalo več lastnikov.

### Windischgrätzi
Zadnji plemiški lastniki gradu je bila rodbina Windischgrätz. Grad so bili prisiljeni zapustiti že leta 1943, notranja oprema pa je bila v medvojnem obdobju uničena ali raznešena.

### Povojno obdobje in prenove
Po drugi svetovni vojni je bila v gradu vojaška bolnišnica. Stavba je doživela svojo najnižjo točko, saj so jo v celoti izropali. V takšno stavbo so se leta 1949 za 15 let vanj vselili jezuiti, ki so ga lahko obnavljali zgolj toliko, da ni še bolj propadal. Leta 1972 se je začela sistematična obnova gradu, ki jo je več kot dvanajst let vodil umetnostni zgodovinar Milan Železnik. Pri prenovi so sodelovali tudi študenti umetnostne zgodovine. Pred vhod v grad so postavili spomenik Valvasorju. Konservator je postavil koncept vsebin, ki ga je kasneje nadgradil Modest Erbežnik.

## Muzejske zbirke
- Valvasorjeva delovna soba in rekonstrukcija tiskarne grafik
- Valvasorjev pogled v naravo
- Geodetska zbirka
- Valvasorjeva umetniška dela
- Multimedijska soba
- Rusko-slovenski center Davorina Hostnika

## Drugi prostori, grajsko dvorišče
- poročna dvorana, slavnostna dvorana ali knjižnica (nadstropje)
- rekonstruirana kapela (pritličje)
- gostinski lokal
- park z lipovim drevoredom ob gradu

## Galerija
- Arkade v  1. nadstropju
- Bifora na južni strani
- Okno na dvorišču
- Renesančni stolp
- Stolp z uro na dvorišču
- Vhod v grad
- Stolp
- Pohištvo
- Parket
- Stran z opisom Bogenšperka v Slavi vojvodine Kranjske
- Skrita soba
- Tiskarski stroj
- Grajska kapela
- Grajsko dvorišče
- Poročna dvorana (prej knjižnica)
- grb rodbine Valvasorjev